# Glagah (Sapuran)
Glagah is een bestuurslaag in het regentschap Wonosobo van de provincie Midden-Java, Indonesië. Glagah telt 1981 inwoners (volkstelling 2010).